# Wojciech Bieńko
Wojciech Bieńko (ur. 18 stycznia 1933) – polski prozaik oraz autor widowisk telewizyjnych.

## Życiorys
Był łącznikiem AK w powstaniu warszawskim. Ukończył studia na Wydziale Matematycznym UW. Debiutował w 1956 r. na łamach prasy jako prozaik. W latach 1972–1978 był kierownikiem Studenckiego Teatru (Płock). Jest pracownikiem Instytutu Matematycznego UW.

## Twórczość
- Zygzakiem przez matematykę (książka o matematyce i Wszechświecie dla najmłodszych)
- Dalej niż nienawiść (powieść)
- Morze nadziei (opowiadania)
- Poszlaki (opowiadania)
- Księżyc w nowiu (opowiadania)